# Le Tremblay-sur-Mauldre
Le Tremblay-sur-Mauldre là một xã thuộc tỉnh Yvelines, trong vùng Île-de-France, Pháp, có cự ly khoảng 18 km về phía bắc của Rambouillet.
Người dân ở đây trong tiếng Pháp gọi là Tremblaysiens.

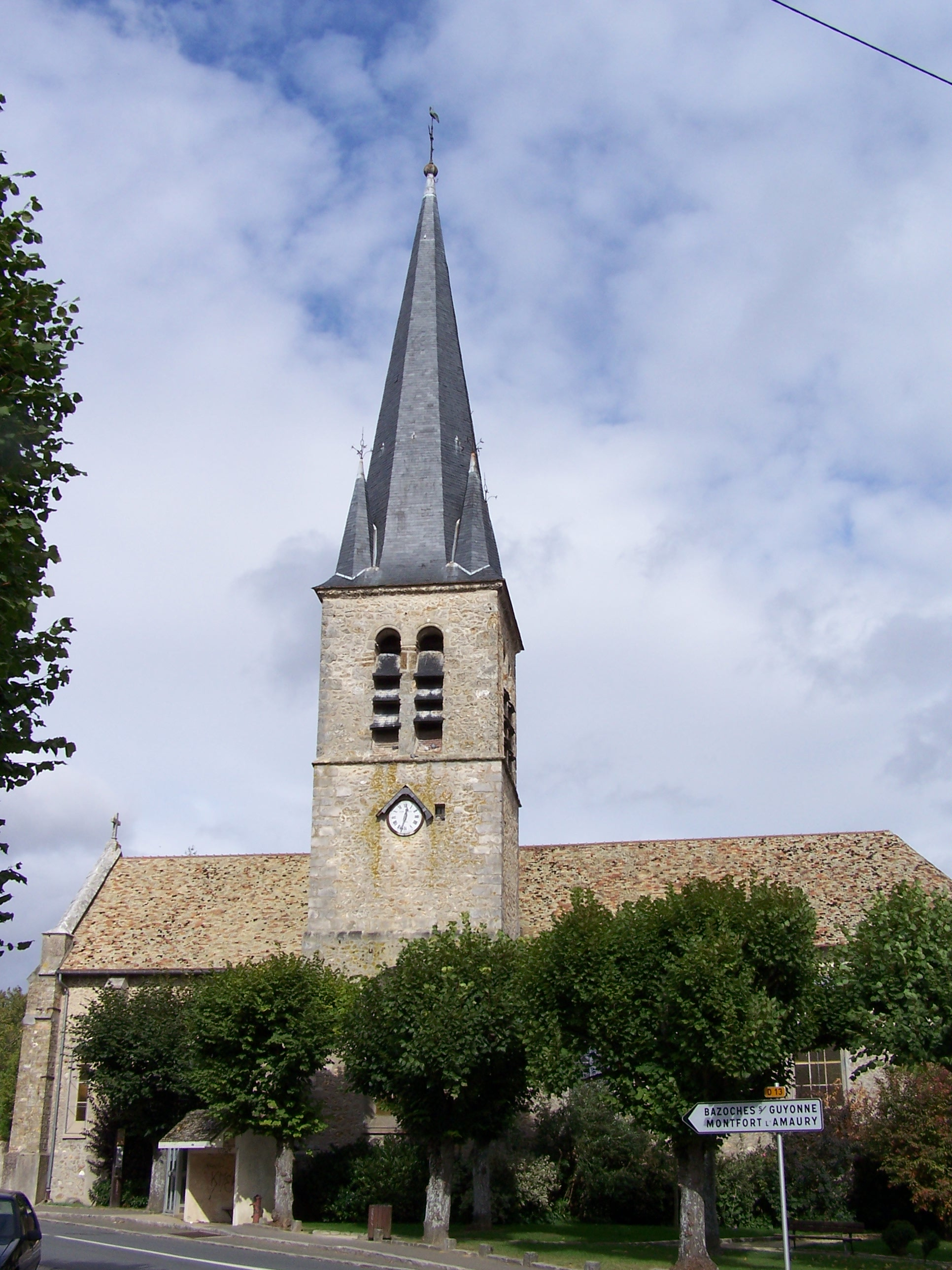
Nhà thờ Saint-Leu-et-Saint-Gilles

Các xã giáp ranh: Jouars-Pontchartrain về phía đông, Saint-Rémy-l'Honoré về phía nam, Bazoches-sur-Guyonne về phía tây và Neauphle-le-Vieux về phía đông bắc.
Kinh tế chủ yếu là nông nghiệp và du lịch.